# Nephila dirangensis
Nephila dirangensis — вид павуків із родини Павуків-шовкопрядів. 

## Поширення
Вид є ендеміком штату Аруначал-Прадеш в Індії.